# تالمبوط
تالمبوط هي قرية أمازيغية جبلية مغربية شمال المملكة. تنتمي تالمبوط لإقليم شفشاون. تضم هذه الجماعة القروية 10.659 نسمة والمركز يضم 5.043 نسمة فقط (إحصاء 2004).